# 朱廷臣
朱廷臣（1493年—？年），字敬之，號东川（一作東城），廣東潮州府海陽縣人，明朝政治人物。

## 生平
正德八年（1513年）癸酉科廣東鄉試第二十九名舉人，嘉靖十一年（1532年）壬辰科會試二百八十五名，第三甲第一百三十七名進士。兵部觀政，授吳縣知縣，十七年八月選授刑科给事中，终建昌府知府，免官歸。